# Irkeschtam-Pass
Der Irkeschtam-Pass ist ein 3005 m hoher Gebirgspass in der Provinz (Oblast) Osch der zentralasiatischen Republik Kirgisistan am östlichen Ende der Europastraße 60 im östlichen Pamir. Er befindet sich kurz vor der Grenze Kirgisistans mit dem chinesischen Xinjiang.

## Geographie
Der Pass befindet sich etwa 55 Streckenkilometer östlich von Sarytasch, wo die von Süden aus Tadschikistan kommende E60 die Fernstraße M41 (Kirgisistan), den Pamir Highway, schneidet, die wiederum die kirgisische Stadt Osch im Ferghanatal mit Chorugh in der autonomen Provinz Berg-Badachschan im Osten Tadschikistans verbindet. 10 km Luftlinie und 20 km Fahrtstrecke ostnordöstlich des Passes liegt der kleine Grenzort Irkeschtam, und wiederum 3 km weiter östlich befindet sich der Grenzübergang nach China. Nach dem 165 km nordöstlich im Oblus Naryn gelegenen Torugart-Pass ist der Grenzübergang bei Irkeschtam die zweitwichtigste Straßenverbindung zwischen Kirgisistan und China und die wichtigste von China nach Tadschikistan und Usbekistan.

## Geschichte

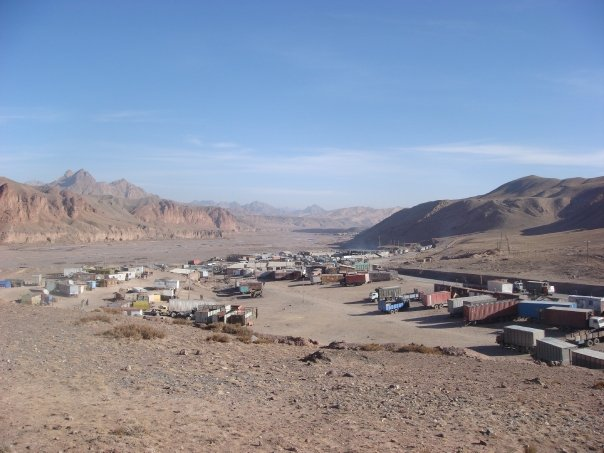
Irkeshtam

Der chinesische Entdecker und kaiserliche Gesandte Zhang Qian soll der erste gewesen sein, der den Pass überquerte, als er im Jahre 128 v. Chr. im Auftrag des Kaisers Wu das Ferghanatal besuchte, um Verbündete gegen die Xiongnu zu gewinnen.
Erst ab 1893 wurde der Saumpfad von Osch nach Irkeschtam durch das Russische Kaiserreich ausgebaut und befestigt und als Fahrweg klassifiziert, aber der Gütertransport erfolgte weiterhin mittels Lasttieren: Pferde, Kamele und Esel. Nach der Fertigstellung des 1932 vollendeten Teilstücks des Pamir Highways vom kirgisischen Osch nach Chorugh in Tadschikistan und insbesondere in den 1950er Jahren wurde auch die Piste von Sarytasch über den Irkeschtam-Pass allmählich verbessert. Der dennoch damals nur wenig genutzte Pass wurde im Zuge des chinesisch-sowjetischen Zerwürfnisses in den 1960er Jahren geschlossen und erst 1998 wieder geöffnet, allerdings bis 2002 nur für Warenverkehr. Da die Straße über den Irkeschtam-Pass die kürzeste Verbindung von China in das usbekische und tadschikische Ferghana-Tal darstellt, ist sie seit 2002 stark ausgebaut worden, und heute überqueren monatlich 1000 und mehr Fahrzeuge den Pass und die Grenze bei Irkeschtam.